# 锡化钡
锡化钡是一种金属间化合物，化学式为Ba2Sn。它是正交晶系晶体，空间群Pnma，具有PbCl2结构。它可由钡和锡在钽坩埚中于氩气气氛中共熔得到。理论计算表明，它可以和氧化钡反应，得到具有反钙钛矿结构的Ba3SnO。